# 賈之鳳
賈之鳳（？—1624年），字儀虞，號鳴寰，山西澤州陽城縣福民里人，明朝政治人物，同進士出身。

## 生平
萬曆十九年（1591年）辛卯科山西乡试举人，二十六年（1598年）登戊戌科進士，刑部觀政，授真定府推官，父勤疾，弃官，晝夜馳七百里歸相見永訣，人以为孝感。三十二年父喪丁憂，服闋，遷工部主事，三十七年調補禮部主事，三十八年升儀制司主事，教习駙馬冉兴让，歷禮部儀制司员外郎、精膳司郎中，提調庚戌會場，病掌故缺，略著《膳司志要》。四十三年擢河南颍川副使，舉卓異第一，四十六年九月升天津道參政，再舉卓異，天啓元年（1621年）閏二月加升山东按察使，照旧管事，監蓟永密軍，尋改河南按察使，九月又改陕西按察使，肃州监军，天啓四年卒于官。

## 家族
曾祖賈志儒，志行載县志。祖賈緩，寿官。父賈贈（1542年-1604年），字士言，號大墅，官太原训导、郿县、定陶二知县。前母樂氏，母張氏。弟之龍、之鵬。娶張氏，儀賓張鵠女。